# COSMO-SkyMed-3
COSMO-SkyMed-3 – włoski wojskowo-cywilny satelita do obserwacji radarowych. Trzeci z czterech satelitów serii COSMO-SkyMed. Służy do obserwacji basenu Morza Śródziemnego. Wyposażony jest w radar z syntetyczną aperturą (SAR) mogący obserwować powierzchnię Ziemi w każdych warunkach atmosferycznych. Misję finansuje Włoska Agencja Kosmiczna (ASI) i włoskie ministerstwo obrony. W funkcjach wojskowych system będzie współpracował z francuskimi satelitami Pleiades, tworząc francusko-włoski system ORFEO. Będzie tworzył też część systemu SABRINA.